# Chlorops amabilis
Chlorops amabilis är en tvåvingeart som beskrevs av Oswald Duda 1933. Chlorops amabilis ingår i släktet Chlorops och familjen fritflugor. Inga underarter finns listade i Catalogue of Life.